# Michał Grodzicki
Michał Grodzicki herbu Łada (zm. w 1804 roku) – kasztelan oświęcimski w 1779 roku, szambelan królewski w 1777 roku.
Był członkiem konfederacji Sejmu Czteroletniego w 1788 roku. W 1790 roku był członkiem Komisji Porządkowej Cywilno-Wojskowej województwa krakowskiego dla powiatów proszowskiego i krakowskiego. 
W 1786 roku został odznaczony Orderem Orła Białego, w 1778 roku został kawalerem Orderu Świętego Stanisława.